# Yuri Shiratori
Yuri Shiratori (jap. 白鳥 由里 Shiratori Yuri; ur. 20 sierpnia 1968 w Prefekturze Kanagawa) – japońska seiyū i piosenkarka, związana z 81 Produce.

## Wybrane role głosowe

### Anime
- 1990: Iczer Reborn (OVA) – Nagisa Kasumi
- 1991: Czarodziejka z Księżyca (OVA) – Usagi Tsukino
- 1992: The Brave Fighter of Legend Da-Garn – Hotaru Sakurakoji
- 1992: Yu Yu Hakusho –
  - Yukina,
  - Pu
- 1993: Please Save My Earth (OVA) – Alice Sakaguchi
- 1993: Mega Man: Upon a Star (OVA) – Akane Kobayashi
- 1994: Superświnka – Karin Tokubu
- 1994: Wojowniczki z Krainy Marzeń –
  - Mokona,
  - Primera
- 1995: Superbohaterki (OVA) – Shoko
- 1995: Iczer Girl Iczelion (OVA) – Nagisa Kai
- 1996: Rurōni Kenshin – Sanjō Tsubame
- 1997: Rewolucjonistka Utena – Nanami Kiryu
- 1997: Pokémon –
  - Fūko (Lara Laramie),
  - Tsutsuji (Roxanne),
  - Izuna (Alyssa),
  - Namiko (Nancy),
  - Azumi (Emily)
- 2000: Love Hina – Mei Narusegawa
- 2001: Angelic Layer – Hatoko Kobayashi
- 2002: Princess Tutu – Lilie
- 2003: Sonic X – Maria Robotnik
- 2004: Magister Negi Magi (OVA) – Sayo Aisaka
- 2005: Wampirzyca Karin – Elda Marker
- 2006: Melancholia Haruhi Suzumiyi – Emiri Kimidori
- 2006: Negima!? – Sayo Aisaka